# Prise de pouvoir des Houthis au Yémen
Guerre civile yéménite
La prise de pouvoir des Houthis au Yémen, également connue sous le nom de révolution du 21 septembre (par ses partisans), ou coup d'État de 2014-2015 (par ses opposants), est une révolution populaire lancée contre le président yéménite Abdrabbo Mansour Hadi dirigée par les Houthis et leurs partisans qui ont chassé le gouvernement yéménite du pouvoir.

## Aperçu
Elle trouve son origine dans les manifestations menées par les Houthis ayant débuté le mois précédent et s'intensifient lorsque les Houthis prennent d'assaut la capitale yéménite Sanaa le 21 septembre 2014, provoquant la démission du Premier ministre Mohammed Basindawa, puis celle du président Abdrabbo Mansour Hadi et ses ministres le 22 janvier 2015 après la prise du palais présidentiel, de la résidence et des principales installations militaires par les Houthis, et après la formation d'un conseil de direction par ses militants le 6 février 2015.
Les troubles commencent le 18 août 2014 lorsque les Houthis, en colère contre la suppression des subventions sur les carburants mise en œuvre par le gouvernement, appellent à des manifestations de masse. Le 21 septembre, alors que les Houthis prennent le contrôle de Sanaa, l'armée yéménite n'intervient pas formellement, à l'exception des troupes affiliées au général Ali Mohsen al-Ahmar et au parti Al-Islah, affilié aux Frères musulmans,. Après avoir pris le contrôle de bâtiments gouvernementaux clés à Sanaa, les Houthis et le gouvernement signent le 21 septembre un accord négocié par l'ONU pour former un « gouvernement d'unité ».
Les troubles prennent une tournure dramatique en janvier 2015, lorsque les combattants Houthis prennent le contrôle du palais présidentiel et de la résidence de Hadi dans le but d'exercer une plus grande influence sur le gouvernement et de rédiger une nouvelle constitution,. Le 22 janvier, Hadi et son gouvernement démissionnent plutôt que de se conformer aux exigences des Houthis. Trois semaines plus tard, les Houthis déclarent la dissolution du Parlement et installent un Comité révolutionnaire comme autorité intérimaire, bien qu'ils accepteront de maintenir la Chambre des représentants en place deux semaines plus tard dans le cadre d'un accord de partage du pouvoir,. L’autorité intérimaire dirigée par les Houthis est rejetée par d’autres groupes d’opposition internes et ne sera pas reconnue au niveau international.
En mars 2015, l’intervention saoudienne au Yémen commence par des frappes aériennes et un blocus naval pour ramener le gouvernement de Hadi au pouvoir. Les États-Unis et le Royaume-Uni soutiennent tous deux une solution politique au Yémen. Un rapport de l'UNICEF de 2017 indique que près d'un demi-million d'enfants mineurs au Yémen sont au bord de la famine et qu'environ sept millions de personnes sont confrontées à de graves pénuries alimentaires. En 2016, près de 7,5 millions d’enfants nécessitent des soins médicaux et 370 000 d'entre-eux sont au bord de la famine selon l’ONU.